# 盖特林根
盖特林根（德語：Gärtringen）是德国巴登-符腾堡州的一个市镇。总面积20.21平方公里，总人口12242人，其中男性5983人，女性6259人（2011年12月31日），人口密度606人/平方公里。